# Asperula hexaphylla
Asperula hexaphylla är en måreväxtart som beskrevs av Carlo Allioni. Asperula hexaphylla ingår i släktet färgmåror, och familjen måreväxter. Inga underarter finns listade i Catalogue of Life.